# Reuzengordeldier
Het reuzengordeldier (Priodontes maximus) - (Tupi/Spaans:tatú carreta of gurre grande) is een zoogdier uit de familie Chlamyphoridae. Het is de enige soort in dit geslacht en veruit het grootste nog bestaande gordeldier. Het gemiddelde gewicht van een volwassen dier is ongeveer 30 kg. Het pantser reikt slechts tot halverwege de zijkanten, waardoor het onmogelijk is om het strak op te krullen. Het heeft een donkerbruine tot zwarte rug, met een brede lichte band rond het onderste deel van het schild. Het dier graaft zich voornamelijk razendsnel in om te ontsnappen aan gevaar. Dat is mede mogelijk met behulp van de 20 cm lange, sikkelvormige klauwen op de middelvingers. Het reuzengordeldier is wijdverspreid in Zuid-Amerika, maar is nergens algemeen. De populatie lijdt onder verlies en fragmentatie van leefgebied, landbouw, jacht, verzameling voor museumspecimens en illegale dierenhandel. Het reuzengordeldier wordt door de International Union for Conservation of Nature and Natural Resources als "Kwetsbaar" beschouwd.

## Beschrijving
Een volwassen mannelijke reuzengordeldier kan tot 60 kg wegen (80 kg in gevangenschap), maar het gemiddelde gewicht van een volwassen dier is ongeveer 30 kg. Mannetjes zijn groter dan vrouwtjes in gewicht, totale lengte, kop-romplengte, staartlengte en omtrek van kop, nek en borst. Het schild is verdeeld in dwarsbanden van kleine platen. De 3-4 platen op de achterkant van de nek en de centrale 11-13 platen zijn vrij flexibel. Er zitten een paar beige haren tussen de platen. De kleur van het schild is donkerbruin tot zwart op de rug, met een brede lichtgekleurde band rond het onderste deel. Individuen kunnen worden geïdentificeerd aan de hand van het schubbenpatroon van het schild, met name waar donkere en lichte schubben elkaar ontmoeten, en het aantal lichte en donkere schubben in elke band. Het kopschild is ovaal en loopt niet door tussen de ogen. De staart is ongeveer 50 cm lang en is bedekt met kleine, dicht op elkaar geplaatste, ronde schildjes. reuzengordeldier  kan zichzelf in evenwicht houden op zijn grote achterpoten, waarbij zijn staart een stabiel statief vormt tijdens het graven. Hierdoor kunnen de voorpoten snel een gat graven om gevaar te ontlopen. In tegenstelling tot kleinere gordeldieren kan het reuzengordeldier zich niet oprollen tot een strakke bal in zijn schild, dus probeert hij dat zelden. Klauwen aan de voorpoten zijn dik en krachtig. De klauw aan de middelvinger is sterk vergroot, goed ontwikkeld en sikkelvormig, en meet tot 20 cm langs de kromming. Het is de grootste klauw van alle levende zoogdieren. Vrouwtjes hebben 2 tepels. De keutels zijn droog en stevig, ongeveer 15 mm breed, 23 mm lang en wegen gemiddeld ongeveer 3 g. De soort heeft 25 paar homologe chromosomen (2n=50).

### Ontwikkeling
Tijdens de periode dat het vrouwtje ontvankelijk is, scheidt ze een waterige, bloederige vloeistof uit haar vulva. Meestal wordt er één jong per jaar geboren na een draagtijd van ongeveer 4 maanden, maar er komen ook tweelingen voor. Het jong wordt 4-6 maanden gezoogd. Seksuele volwassenheid wordt bereikt na 9-12 maanden. Reuzengordeldieren hebben zich nooit in gevangenschap voortgeplant. Een exemplaar in Blijdorp bereikte een leeftijd van ongeveer 16 jaar.

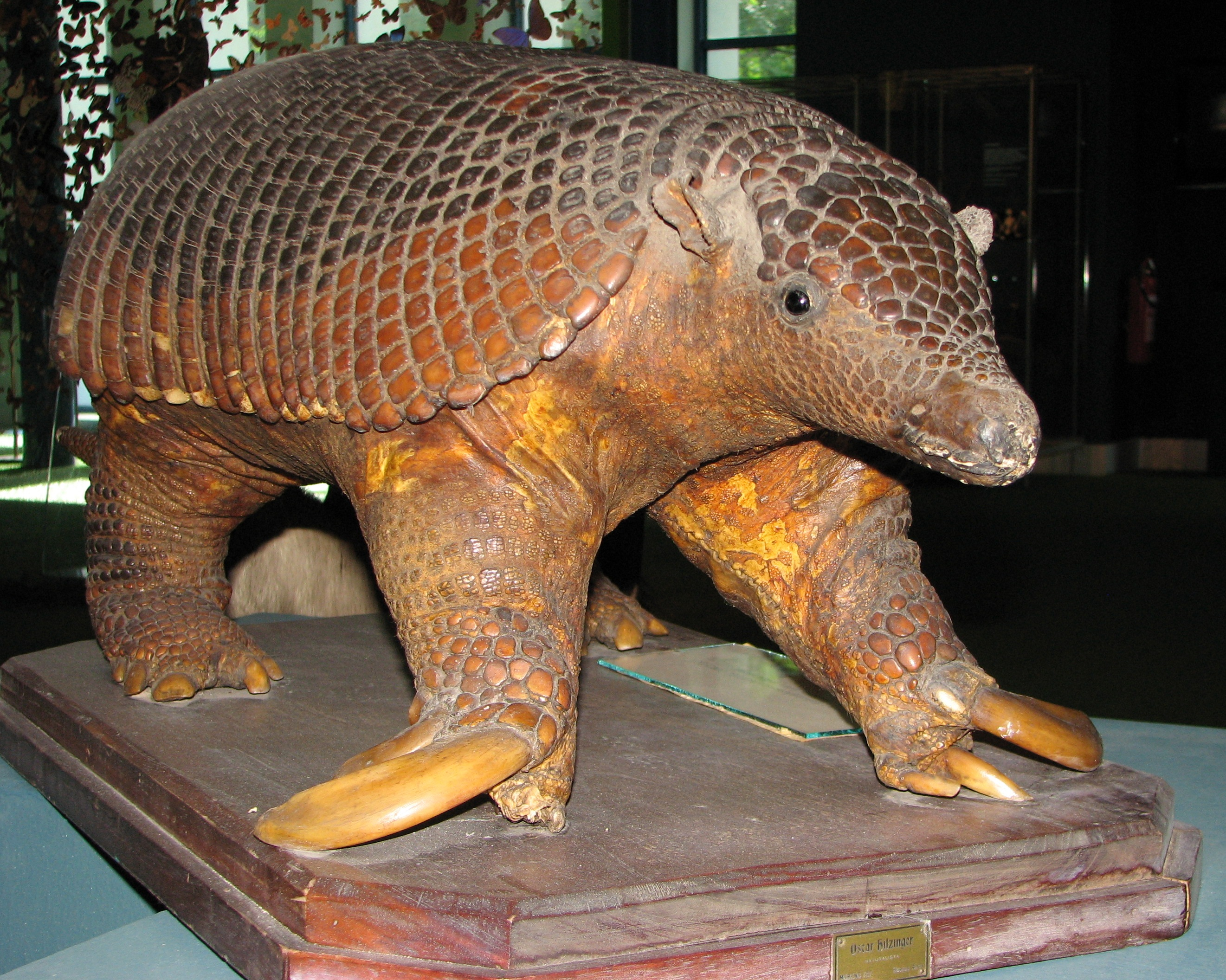
Opgezet exemplaar in het Nationaal Museum van Praag

### Anatomie
De schedel van het volwassen dier is minstens 18 cm lang en kan wel 100 kiezen bevatten, het grootste aantal van alle landzoogdieren. De kiezen hebben korte wortels, hoge kronen, een dunne celvrije buitenste laag cement en ze hebben geen glazuur. Alle gebitselementen zijn gelijkvormig. Ze zijn klein, twee keer zo lang als breed, met 15-26 kiezen per rij. De tandformule is daarmee 0.0.p+m=15-260.0.p+m=15-26 × 2 = 60-102. Tanden worden niet vervangen en spelen een kleine rol bij het vangen, grijpen of kauwen van prooien. De tong is ongeveer 16 cm lang en wormvormig, een aanpassing aan een dieet van kleine insecten. Speekselklieren strekken zich uit van onder de nek tot aan het borstbeen. De gemiddelde lengte van enkele beenderen is 12 cm voor het opperarmbeen, 13 cm voor de ellepijp, en 8,5-8,6 cm voor de achterpoot. Het reuzengordeldier loopt aan de voorkant op de toppen van de klauwen van de middelvingers, die het dier gezien de slijtage meer versleept dan verzet.
De vorm van de zaadcellen in reuzengordeldieren en kaalstaartgordeldieren verschilt van die in andere soorten. De koppen zijn peddelvormig, groot (met acrosomen die 74-75% van de totale lengte van de spermakop innemen), 13-18 μm lang en frontaal 11,6-16,0 μm breed, met een extreem dun profiel. De totale spermalengte is 80-98 μm.

### Verschillen met verwante soorten

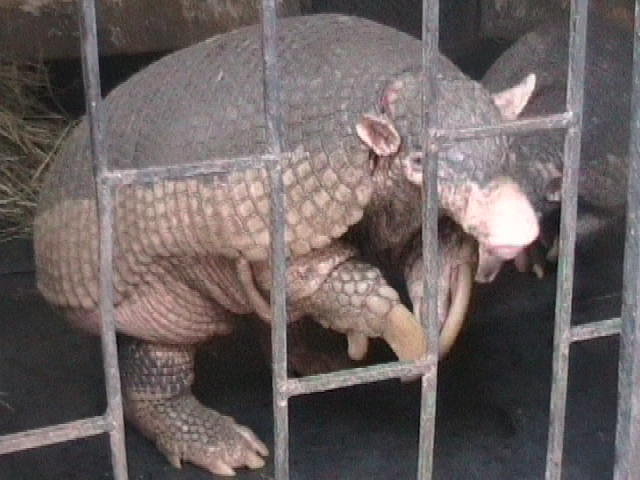
Reuzengordeldier in Villavicencio, Colombia. Het dier heeft de grootste klauwen van alle zoogdieren

Het reuzengordeldier is veruit de grootste soort bestaande gordeldieren. Zijn schild reikt slechts tot ongeveer halverwege de zijkanten - schijnbaar over zijn rug gedrapeerd - terwijl de schilden van andere gordeldieren om hun zijkanten en flanken lijken te wikkelen. Zijn kop is relatief klein vergeleken met andere soorten gordeldieren en is enigszins gewelfd met een lange snuit, smal maar stomp aan het uiteinde, en met wijd uit elkaar staande, kleine en korte oren. Het reuzengordeldier en de soorten kaalstaartgordeldier van het geslacht Cabassous vormen samen de stam Priodontini, en alleen een kaalstaartgordeldier zou verward kunnen worden met een onvolwassen reuzengordeldier. Volwassenen hebben een kop-lichaamslengte van meer dan 70 cm en de grootste schedellengte van meer dan 17 cm. Kaalstaartgordeldieren zijn kleiner dan 50 cm en hun schedel is kleiner dan 12,5 cm. De staarten van de kaalstaartgordeldieren hebben geen schildjes en kunnen al of niet zichtbare schubben hebben, terwijl de staart van het reuzengordeldier gepantserd is met scharnierende benige schildjes. Het reuzengordeldier heeft ongeveer 18 of 19 tanden in zowel de boven- als onderkaak die zijdelings meer afgeplat en breder zijn dan de 8 of 9 tanden in elke kaak van de soorten kaalstaartgordeldier.

## Taxonomie
Het reuzengordeldier is voor het eerst wetenschappelijk beschreven op basis van een exemplaar dat was verzameld nabij Cayenne in Frans-Guyana, door de Schotse arts Robert Kerr in zijn vertaling en bewerking van het beroemde boek Systema naturae van Carl Linnaeus dat is uitgegeven in 1792 en hij noemde het dier Dasypus maximus. In 1803 beschreef de Franse natuuronderzoeker Étienne Geoffroy Saint-Hilaire een exemplaar dat was verzameld in Paraguay dat hij de naam Dasypus giganteus gaf. Zijn landgenoot George Cuvier op zijn beurt beschreef opnieuw een exemplaar uit de omgeving van Cayenne onder de naam Dasypus gigas in 1817. In 1818 ontstond er een spelfout in het overzicht Naturhistorische Beschreibung der Säugthiere van Karl Schmid en ontstond de nieuwe combinatie Dasypus gigans, terwijl Ignaz von Olfers datzelfde jaar een exemplaar uit Paraguay Tatus grandis noemde. René Primevère Lesson plaatste in 1827 de soort beschreven door Geoffroy Saint-Hilaire in het geslacht dat Frederic Cuvier had voorgesteld voor de soort die zijn broer Georges Dasypus gigas had genoemd. In 1831 reduceerde Friedrich Siegmund Voigt het geslacht van F. Cuvier tot ondergeslacht en daarmee ontstond de combinatie Dasypus (Priodontes) gigas. John Edward Gray verhief het ondergeslacht echter weer in 1843 tot geslacht en maakte daarmee de combinatie Priodontes gigas. In 1845 maakte Richard Owen een spelfout in de geslachtsnaam en zo ontstond Priodon gigas. De Zwitserse arts en zoöloog Heinrich Rudolf Schinz op zijn beurt maakte datzelfde jaar een andere spelfout waarmee de combinatie Prionodontes gigas werd geïntroduceerd. In de revisie van Gray uit 1865 stond een spelfout in de naam die hijzelf in 1843 had voorgesteld zodat de nieuwe combinatie Prionodos gigas aan de rij werd toegevoegd. In 1869 volgde de volgende fout van Gray met de spelling Prionodon gigas. In zijn revisie Die natürliche Familie der Gürteltiere (Dasypodes) uit 1871 deelde Leopold Fitzinger de soort in bij het geslacht dat in 1830 was voorgesteld door Johann Georg Wagler voor de soort van George Curvier en maakte daarmee de nieuwe combinatie 
Cheloniscus gigas. De naam die nu nog in gebruik is, Priodontes maximus is een combinatie die voor het eerst door Michael Rogers Oldfield Thomas in 1880 is gemaakt. In 1895 volgde nog de combinatie Priodon maximus, die gebruikt werd door Joel Asaph Allen. Tot slot maakte M. Altrichter in 2006 nog een spelfout in de geslachtsnaam in zijn boek Wildlife in the life of local people of the semi-arid Chaco, waarmee de naam Periodontes maximus werd geboren.

## Leefwijze
Dit niet sociale reuzengordeldier is een solitair nachtdier dat tot 19 uur per dag slaapt. Het is niet territoriaal. Overdag wordt gerust in een hol, dat werd uitgegraven met de voorklauwen. Gewoonlijk blijft het dier maar twee dagen in een hol, om er daarna elders een ander te graven. Verlaten holen worden vaak gebruikt door andere soorten.

### Voedsel
De reuzengordeldier is een mieren en termieten specialist, maar wordt nu gezien als enigszins opportunistisch omdat hij andere insecten, duizendpoten, schorpioenen, spinnen, wormen, kleine slangen, aas en fruit eet. In Mato Grosso, Brazilië, bevatten de uitwerpselen 57% mieren en 37% termieten. Hij is ervan beschuldigd tuingroenten te eten, maar is waarschijnlijk op zoek naar ongewervelden in de tuingrond.

## Voortplanting
Na een draagtijd van 4 maanden worden er 1 of 2 jongen geboren, die 6 weken worden gezoogd en met 1 jaar geslachtsrijp zijn.

## Verspreiding
De reuzengordeldier komt voor in Brazilië, Paraguay, Guyana, Suriname, Frans-Guyana en ten oosten van de Andes in Colombia, Venezuela, Ecuador, Bolivia en Peru. In Argentinië is de soort waarschijnlijk beperkt tot de noordelijke provincies Salta, Formosa, Chaco en Santiago del Estero, tot 31° zuiderbreedte, omdat het verder naar het zuiden te koud kan zijn. De aanwezigheid in de Argentijnse provincies Córdoba, Santa Fe en Misiones is onzeker. Hoewel de soort aanwezig is in een groot deel van Zuid-Amerika, komt hij in de meeste gebieden voor in populaties met een lage dichtheid en verbrokkelde populaties.